# 池上線 (テレビドラマ)
ドラマ池上線（どらまいけがみせん）は、2015年2月1日から2月28日にかけてケーブルテレビ品川（放送当時の社名は南東京ケーブルテレビ）で放送されたテレビドラマ。全4回。

## 概要
舞台は東京・品川の象徴である池上線沿線の商店街。表向きは華やかでも、時代の移り変わりで様々な問題をかかえるようになっている。それを解決するために、地元の重鎮と「品川半熟Boys」と命名した若者が手を組み、様々な課題を解決していく。いつも見慣れた駅や街の風景を舞台に繰り広げられる人間模様を描いた作品である。
主要キャストのほとんどが劇団スーパー・エキセントリック・シアター（略称・SET）に所属している俳優たちである。

## キャスト
- しげる:白倉裕二
- ひでのり:榊英訓
- 翔:栗原功平
- たかし:長谷川裕
- のぞむ:矢野奨吾
- あきな:長谷川慎也
- ゆみこ:西郷みゆき
- 川越（ケーブルテレビ品川の社員）:小暮邦明
- 小学生時代のしげる:笹子隆之介
- 小学生時代のあきな:鈴木友朗
- しげるの父:野添義弘

## スタッフ
- 脚本:白倉裕二・宮津隆一（ケーブルテレビ品川）
- カメラ・撮影:宮崎洋司（ケーブルテレビ品川）・高木篤（T-PROGLESS）
- 音声:竹内秀樹・小島史子・大槻篤司
- MA:小林秀浩・三浦宏和（マーレック）
- 渉外:山崎克徳（ケーブルテレビ品川）
- 記録:geynolds
- 美術・デザイン:藤田友里（ケーブルテレビ品川）
- スーパーバイザー:増田成寿（ケーブルテレビ品川）
- 技術協力:千代田ビデオ
- 主題歌:佐々木優太『徒歩』
- プロデューサー兼演出:宮津隆一（ケーブルテレビ品川）
- 協力・協賛：東京急行電鉄、品川区商店街連合会、戸越銀座商店街連合会（戸越銀座商栄会商店街（商栄会）、戸越銀座商店街（中央街）、戸越銀座銀六商店街（銀六会））、戸越公園駅前南口商店街、中延商店街振興組合、劇団スーパー・エキセントリック・シアター
- 制作:ケーブルテレビ品川